# 喜气洋洋猪八戒
喜气洋洋猪八戒是一部中国古装神话剧。是猪八戒系列电视剧的第三部(第一部是《春光灿烂猪八戒》，第二部是《福星高照猪八戒》)。本剧是《福星高照猪八戒》的续篇，于2004年9月开始拍摄，这部戏延续了前两部的特色，依然是打造神怪喜剧效果，并汇集了包括黄海冰、徐锦江、赵毅、李宗翰、陈龙、韩雪、薛佳凝、金巧巧等各路影视明星以及以主持人出道的汪洋、谢娜，还有模特出身的胡东、营峰等，演员阵容鼎盛。此剧于2005年5月17日在南方电视台影视频道首次播出，其后在各地方电视台广泛播出。

## 简介
- 猪八戒的故事依然在延续，这次在他身上，又会发生什么故事……
- 本剧共44集，共有4个单元：

1. 猪朋狗友斗雷公
2. 情迷女儿国
3. 八戒搬山记
4. 无法无天无间盗

## 演员表
- 高泓贤（高鑫）饰猪八戒
- 猪朋狗友斗雷公
- 韩雪饰相思
- 李宗翰饰哮天犬
- 赵毅饰雷震子
- 胡东饰黑山老妖
- 杨明娜饰雪女
- 李婉婷饰王母
- 刘汗饰韦驮
- 情迷女儿国
- 黄海冰饰玉帝
- 金巧巧饰红梅傲雪
- 章艳敏饰铁扫
- 谢娜饰铁琴
- 吴晓敏饰金枝玉叶
- 汪洋饰月老
- 刘潇潇饰蛤蟆精
- 涂娇眉饰哼嫂
- 田家伊饰哈嫂
- 八戒搬山记
- 陈龙饰希望
- 薛佳凝饰不喝
- 无法无天无间盗
- 徐锦江饰无法无天
- 安琥饰降龙
- 寇占文饰伏虎
- 张丹露饰小蝶
- 高泓贤（高鑫）饰朱逢春

## 主创
- 出品人：王化
- 投资公司：成都新兰王化有限公司、苏州福纳文化科技股份有限公司
- 总制片人：范小天

## 本剧音乐
- 《好春光》（主题曲）
- 《想起》(韩雪演唱)
- 《蓝色雪花》(韩雪演唱)
- 《是那夜的风》(韩雪演唱)